# Imma diphtherina
Imma diphtherina är en fjärilsart som beskrevs av Edward Meyrick 1905. Imma diphtherina ingår i släktet Imma och familjen Immidae. Inga underarter finns listade i Catalogue of Life.